# بنشی‌های اینیشرین
بنشی‌های اینیشرین (انگلیسی: The Banshees of Inisherin) یک فیلم تراژیکمدی سیاه محصول سال ۲۰۲۲ به نویسندگی و کارگردانی مارتین مک‌دونا است. در این فیلم کالین فارل، برندن گلیسون، کری کندن و بری کیوگن به ایفای نقش پرداخته‌اند. داستان فیلم در جزیرهٔ خیالی «اینیشرین» در سواحل غربی ایرلند اتفاق می‌افتد، و دو دوست مادام‌العمر را دنبال می‌کند، که وقتی یکی از آن‌ها به‌طور ناگهانی به رابطه دوستی‌شان پایان می‌دهد، خود را در بن‌بستی می‌بینند که عواقب نگران‌کننده‌ای برای هر دوی آن‌ها دارد.
بنشی‌های اینیشرین نخستین بار در ۵ سپتامبر ۲۰۲۲ در هفتاد و نهمین دوره جشنواره بین‌المللی فیلم ونیز به نمایش درآمد؛ فارل و مک‌دونا به ترتیب جوایز جام ولپی و اوسلای طلایی را دریافت کردند. این فیلم در ۲۱ اکتبر توسط سرچلایت پیکچرز اکران شد و مورد تحسین گسترده منتقدان قرار گرفت که فیلمنامه و کارگردانی مک‌دونا، موسیقی کارتر بورول و بازی بازیگران اصلی را تحسین کردند. این فیلم از سوی هیئت ملی بازبینی فیلم به‌عنوان یکی از بهترین فیلم‌های ۲۰۲۲ نام گرفت. بنشی‌های اینیشرین در میان دیگر جوایز، هشت نامزدی پیشرو را در هشتادمین مراسم گلدن گلوب دریافت کرد، که بیشترین تعداد کسب‌شده توسط هر فیلمی پس از کوهستان سرد (۲۰۰۳) در سال ۲۰۰۴ است، و برنده سه جایزه از جمله بهترین فیلم، بهترین بازیگر مرد (برای فارل) و بهترین فیلمنامه شد. این فیلم در جوایز اسکار نیز نامزد دریافت نه جایزه شامل بهترین فیلم شد.

## داستان
در دوران پایانی جنگ داخلی ایرلند در سال ۱۹۲۳، در جزیره خیالی اینیشرین ایرلند، کولم دوهرتی، نوازنده فولک، به‌طور ناگهانی شروع به نادیده‌گرفتن دوست همیشگی خود و رفیق مشروب خود پادریک سولیابهان می‌کند. با اینکه پادریک توسط ساکنان جزیره به‌عنوان فردی مؤدب و مورد پسند شناخته می‌شود، اما کولم که مایل است بقیه عمر خود را صرف ساختن موسیقی و انجام کارهایی کند که به خاطر آنها به یادگار بماند، او را فردی «کند ذهن» می‌داند. زندگی پادریک با از دست‌دادن یکی از معدود دوستانش بی‌ثبات می‌شود. همان‌طور که پادریک از طرد شدن بیشتر مضطرب می‌شود، کولم در برابر تلاش‌های دوست قدیمی‌اش برای صحبت با او مقاومت بیشتری نشان می‌دهد. کولم در نهایت به پادریک اولتیماتوم می‌دهد: هر بار که پادریک او را اذیت می‌کند یا سعی می‌کند با او صحبت کند، کولم یکی از انگشتان دست چپ خود را با یک قیچی پشم‌زنی قطع می‌کند.
اگرچه خواهر دلسوز پادریک، شیوون و پسرِ روان رنجورِ محلی، دومینیک، تلاش می‌کنند تا نبرد فزاینده بین این زوج را خنثی کنند، تلاش‌های آنها بی‌ثمر می‌ماند. پس از اینکه پادریک در حالت مستی با او در میخانه روبرو می‌شود و سپس سعی می‌کند عذرخواهی کند، کولم یکی از انگشتان خود را قطع می‌کند و آن را روی درب خانه پادریک می‌اندازد. پادریک سپس ویولن‌زنی را می‌بیند که قصد دارد با کولم برای کارهای موسیقی ملاقات کند، او با دروغ گفتن در مورد مرگ پدرش، فرد را فریب می‌دهد تا به خانهٔ خود بازگردد. با بدتر شدن تنش‌ها، خانم‌بزرگ محلی خانم مک‌کورمیک به پادریک هشدار می‌دهد که مرگ به زودی به جزیره خواهد رسید. در همین حال، شیوون به آرامی پیشرفت‌های رمانتیک دومینیک را رد می‌کند.
پادریک به ملاقات کولم می‌رود تا او را به خاطر رفتار بدش سرزنش کند. کولم فاش می‌کند که ساختن آهنگ خود را به پایان رسانده‌است که آن را «بنشی‌های اینشیرین» می‌نامد. پادریک به او پیشنهاد می‌کند که باید به میخانه برود و به آن‌ها چند پیت سفارش دهد. کولم می‌گوید که خوب است. پادریک به کولم می‌گوید که به ویولن‌زن دروغ گفته بود تا از جزیره فرار کند اما شاید هر سه آن‌ها بتوانند با هم بنوشند. کولم چهار انگشت دیگر دست چپش را با قیچی قطع می‌کند و آنها را به سمت در کلبه پادریک می‌اندازد.
شیوون که از زندگی در جزیره خسته شده‌است، برای کار در یک کتابخانه به سرزمین اصلی نقل مکان می‌کند. پادریک به خانه می‌آید و متوجه می‌شود که الاغ خانگی‌اش جنی به دلیل بلعیدن یکی از انگشتان کولم خفه شده و مرده‌است. پادریک دلشکسته کولم را مسئول مرگ جنی می‌داند. او با کولم روبرو می‌شود تا به او بگوید که روز بعد خانه‌اش را به آتش خواهد کشید. پادریک خانه را به آتش می‌کشد و سگ کولم را به مکانی امن می‌برد. هنگامی که پادریک خارج می‌شود، کولم را می‌بیند که در داخل ساختمان در حال سیگار کشیدن نشسته‌است. پلیس محلی، پدر بدرفتار دومینیک، پیدار، به خانه پادریک می‌رود. او توسط خانم مک‌کورمیک منحرف می‌شود، که بی کلام او را به سمت جسد دومینیک که در دریاچه مجاور شناور است هدایت می‌کند.
صبح روز بعد، پادریک، همراه با سگ، کولم را می‌یابد که در ساحل کنار خانه سوخته‌اش ایستاده‌است. کولم بابت مرگ جنی عذرخواهی می‌کند و پیشنهاد می‌کند که تخریب خانه به دشمنی آن‌ها پایان داده‌است، اما پادریک به او اطلاع می‌دهد که این کار تنها در صورتی تمام شده اعلام می‌شد، که او در حین آتش‌سوزی در خانه می‌ماند. هنگامی که کولم به این فکر می‌کند که آیا جنگ داخلی به پایان رسیده‌است، پادریک اظهار می‌کند که او معتقد است که ممکن است چیزهای خوبی وجود داشته باشد که نمی‌توان از آنها خارج شد. هنگامی که پادریک به رفتن روی می‌آورد، کولم از او برای مراقبت از سگش تشکر می‌کند. بی آنکه بدانند خانم مک‌کورمیک آنها را از دور در کنار کلبه سوخته کولم تماشا می‌کرد.

## نام فیلم
بنشی در افسانه‌های ایرلندی، روح زنی است که از مرگ خبر دارد. در فیلم خانم مک‌کورمیک سیاهپوش که همه از او گریزانند، بنشی است اما فراتر از او در جزیره اینشرین انگار همه پیام‌آور مرگ هستند. یکی از موجودات فراطبیعی افسانه‌ها و اسطوره‌های کهن ایرلندی‌ها و اسکاتلندی‌ها «بنسید» یا «بنسیث» (به معنی زنان گورپشته) نام داشته که این نام در زبان ایرلندی امروز به بنشی تغییر یافته‌است. در فرهنگ عامه مردم ایرلند این موجودات با گورپشته‌ها و تپه‌های متعدد واقع در سراسر آن کشور مرتبط دانسته می‌شوند. بنشی‌ها اغلب به شکل عجوزه‌هایی مجسم شده‌اند که پس از قرار گرفتن در سر راه روستاییان، با صدایی همراه با جیغ یا شیون، به آنان خبر از واقعه‌ای شوم مانند مرگ خود یا نزدیکانشان می‌دادند. در این فیلم، خانم مک‌کورمیک تنها مظهر مجسم بنشی‌ها نیست، بلکه مراجع قانونی و اجتماعی و دیگر شخصیت‌های داستان می‌توانند در جایگاه بنشی‌وار قرار بگیرند.
نام این فیلم در برخی از رسانه‌ها و پلتفرم‌های ایرانی، با عنوان اشباح اینیشرین هم ترجمه شده‌است.

## بازیگران
- کالین فارل در نقش پادریک سولیابهان
- برندن گلیسون در نقش کولم دوهرتی
- کری کندن در نقش شیوون سویلابهان
- بری کیوگن در نقش دومینیک کرنی
- پت شورت در نقش جُنجو دِوین
- جان کنی در نقش گری
- گری لیدون در نقش پیدار کِرنی
- شیلا فلیتون در نقش خانم مک‌کورمیک
- دیوید پیرس در نقش کشیش

## تولید
در فوریه ۲۰۲۰ اعلام شد که مارتین مک‌دونا کارگردانی بعدی خود را با سرچلایت پیکچرز انجام خواهد داد و قرار است او دوباره با برندن گلیسون و کالین فارل، ستاره‌های فیلم در بروژ متحد شود. بری کیوگن و کری کندن در اوت ۲۰۲۱ به بازیگران پیوستند.
تصویربرداری اصلی در اوت ۲۰۲۱ در اینیشمور در جزایر آران در ایرلند آغاز شد. صحنه‌هایی نیز در جزیره آشیل فیلمبرداری شدند. فیلم‌برداری در ۲۳ اکتبر ۲۰۲۱ به پایان رسید.

## انتشار

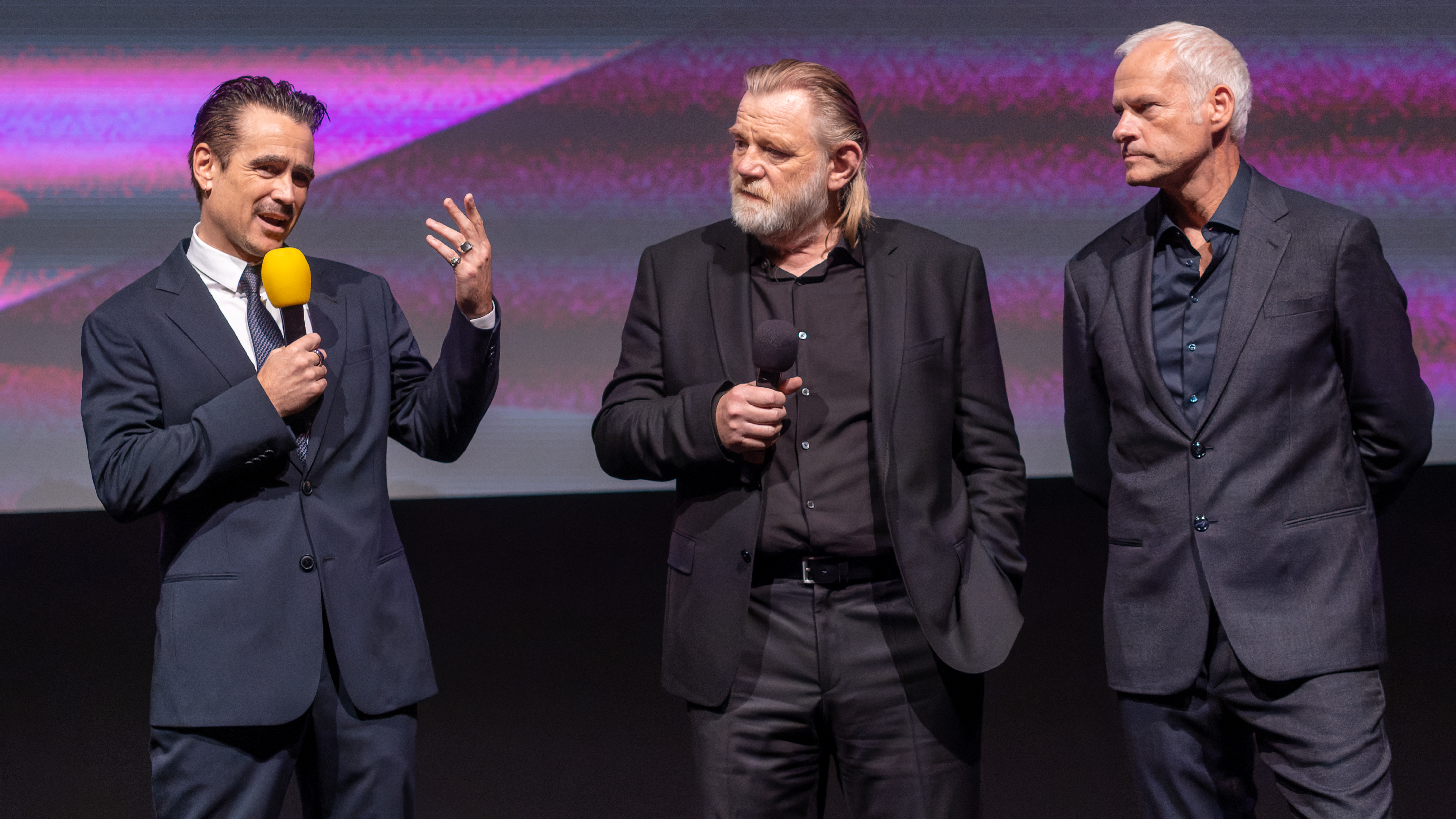
(از راست به چپ) مارتین مک‌دونا (کارگردان) به همراه برندن گلیسون و کالین فارل در نخستین اکران فیلم در شصت و ششمین جشنواره فیلم لندن (۱۳ اکتبر ۲۰۲۲)

بنشی‌های اینیشرین نخستین نمایش جهانی خود را در هفتاد و نهمین دوره جشنواره بین‌المللی فیلم ونیز در ۵ سپتامبر ۲۰۲۲ انجام داد، جایی که با تشویق ایستاده ۱۵ دقیقه‌ای تماشاگران مواجه شد که طولانی‌ترین دوره جشنواره آن سال بوده‌است. این فیلم همچنین در جشنواره بین‌المللی فیلم تورنتو ۲۰۲۲ در همان ماه نمایش داده شد و برای اکران محدودی در ۲۱ اکتبر ۲۰۲۲ برنامه‌ریزی شد.

## بازخورد

### فروش گیشه
تا تاریخ ۱۲ مارس ۲۰۲۳، بنشی‌های اینیشرین ۱۰٫۶ میلیون دلار در ایالات متحده و کانادا، و ۳۶٫۹ میلیون دلار در مناطقِ دیگر جهان به دست آورده‌است، که در مجموع فروش جهانیِ ۴۷٫۵ میلیون دلار را نشان می‌دهد.
در آخر هفته افتتاحیه این فیلم در ایالات متحده، از چهار سالن سینما ۱۸۴٬۴۵۴ دلار به دست آورد که فروش آن به‌طور میانگین در هر سالن ۴۶٬۱۱۳ دلار ارزیابی شده‌است، که آن را تبدیل به دومین افتتاحیه پرفروش برای اکران پلتفرم فصل پاییز ۲۰۲۲، پس از فیلم تیل کرد. آخر هفته بعد، این فیلم به ۵۸ سینما گسترش یافت و ۵۳۵٫۱۷۰ دلار درآمد داشت. آخر هفته بعد به ۸۹۵ سالن رسید و ۲٫۱ میلیون دلار فروش کرد و در گیشه هفتم شد. این نتایج به تغییر فزاینده رفتار مخاطبان نسبت به فیلم‌های پرستیژ در محیطی که به دلیل دنیاگیری کروناویروس تغییر کرده بود، نسبت داده شد، جایی که تماشاگران سینما از دیدن و حمایت از این عناوین خاص به نفع فیلم‌های ترسناک فرنچایز و مستقیم خودداری می‌کردند. فروش فیلم پس از بازگشت به سینماها در آخر هفته ۲۷ ژانویه ۲۰۲۳ در ایالات متحده، پس از اعلام نامزدی جوایز اسکار، ۳۸۳ درصد افزایش یافت.

### پاسخ انتقادی
این فیلم برای کارگردانی، نویسندگی و اجراهایش مورد تحسین منتقدان قرار گرفت. در وبگاه جمع‌آوری نقد راتن تومیتوز، ٪۹۶ از ۳۴۸ بررسی منتقدان مثبت است و میانگینِ امتیاز آن ۸٫۷/۱۰ است. اجماع این وبگاه چنین می‌نویسد: «با برخی از بهترین خصوصیات مارتین مک‌دونا و یک جفت اجرای بازیگری برجسته، بنشی‌های اینیشرین برای ایجاد یک احساس بد با لطافت خلق شده‌است.» این فیلم در متاکریتیک که از میانگین وزنی استفاده می‌کند، بر اساس نظر ۶۲ منتقدین امتیاز ۸۷ از ۱۰۰ را کسب کرده که نشان‌گر «تحسین همگانی» است.
پیتر بردشاو از گاردین به این فیلم رتبهٔ چهار از پنج ستاره داد و آنرا «به عنوان مطالعه‌ای دربارهٔ تنهایی مردانه و خشم فروخورده، به طرز عجیبی قانع‌کننده و اغلب بسیار خنده‌دار» دانست. تاد مک‌کارتی از ددلاین هالیوود نوشت که این فیلم «داستانی ساده و شیطانی از پایان یک دوستی بود که با طنز تند و لحظات ناگهانی خشونت حیرت‌انگیز به تصویر کشیده شده‌است»، او همچنین فیلم‌برداری بن دیویس و موسیقی کارتر برول را تحسین کرد. دیوید ارلیش از ایندی‌وایر به آن امتیاز «B+» داد و نوشت: «جریان نهفته و دائمیِ طنز این فیلم، زمینه‌ای مضحک را برای فوری‌ترین سؤالات داستان فراهم می‌کند، زمینه‌ای که از پوچ‌بودن تمام هستی صحبت می‌کند». او همچنین آن را بهترین اثر مک‌دونا از زمان در بروژ (۲۰۰۸) نامید.
این فیلم در فهرست تعدادی از منتقدان از بهترین فیلم‌های سال ۲۰۲۲ ظاهر شد و در چندین فهرست در رتبه نخست قرار گرفت.